# 丹洲镇
丹洲镇，是中华人民共和国广西壮族自治区柳州市三江侗族自治县下辖的一个乡镇级行政单位。

## 行政区划
丹洲镇下辖以下地区：
板江社区、丹洲村、红路村、板必村、东风村、合桐村、江荷村、西坡村和六孟村。
- 丹洲岛东部远景
- 丹洲古城北门（治定门）南面
- 闽粤会馆

## 中国传统村落
2012年，丹洲村被评为首批“中国传统村落”。